# Joachim Wilhelm Geycke
Joachim Wilhelm Geycke (* 1768 in Hamburg; † 1840 ebenda) war ein Hamburger Orgel- und Instrumentenbauer.

## Leben
Er war der Sohn des Hamburger Orgelbaumeisters Johann Paul Geycke und führte dessen Werkstatt fort. Am 27. Oktober 1797 erwarb er das Hamburger Bürgerrecht.

## Werke
| Jahr | Ort                           | Gebäude                            | Bild | Manuale | Register | Bemerkungen                                                                                               |
| ---- | ----------------------------- | ---------------------------------- | ---- | ------- | -------- | --- |
| 1783 | Ochsenwerder                  | Sankt Pankratius                   |      | I/P     | 30       | Reparatur → Orgel von St. Pankratius (Ochsenwerder)                                                       |
| 1803 | Neuengamme                    | St. Johannis                       |      | II/P    | 19       | Umbau der Orgel von Gottfried Fritzsche, neues Gehäuse; später mehrfach umgebaut                          |
| 1804 | Altengamme                    | St. Nicolai                        |      |         |          | Reparatur der Orgel von Johann Dietrich Busch (1751)                                                      |
| 1812 | Curslack                      | Sankt Johannis                     |      |         |          | Umbau |
| 1818 | Puerto de la Cruz (Teneriffa) | Nuestra Senora del Pena de Francia |      | II/p    | 12       | Neubau, gemeinsam mit Johann Heinrich Wohlien                                                             |
| 1819 | Ritzebüttel                   | Dorfkirche                         |      |         |          | Einbau der gekauften Orgel aus dem Hamburger Heilig-Geist-Hospital, gemeinsam mit Johann Heinrich Wohlien |
| 1819 | Hamburg-Altstadt              | Sankt Nikolai                      |      |         |          | Abkauf der kleinen Orgel, über deren weiteren Verbleib nichts bekannt ist                                 |